# Cazale
Cazale (także: Casale, wcześniej: prawdopodobnie Canton de Plateaux) – wieś na Haiti, w północno-zachodniej części kraju, w górskim, niedostępnym rejonie, 44–45 kilometrów od Port-au-Prince, stolicy kraju. Jest głównym ośrodkiem zamieszkałym przez Polonię na Haiti, zwaną tu Lapologne.

## Nazwa
Pierwotna nazwa wsi brzmiała prawdopodobnie Canton de Plateaux (róg płaskowyżów), ale została zmieniona przez Polaków, na cześć jednego z pierwszych osadników, nazwiskiem Zalewski (lub przezwiskiem Zal).

## Położenie
Wieś jest umiejscowiona na szczycie wylesionego wzniesienia, nad rzeką Ti Marre (Rivière Ti Marre). Sąsiaduje z innymi wsiami tego rejonu, zamieszkałymi przez Haitańczyków o innych korzeniach.

## Historia
Po zwycięstwie rewolucji haitańskiej około 400 Polaków postanowiło osiedlić się w nowym haitańskim państwie na stałe, co mogli uczynić dzięki ich zasługom. Wśród zasiedlonych miejscowości znajdowała się wieś Cazale. Zamieszkali dawni legioniści wzięli sobie miejscowe Haitanki za żony i założyli rodziny.
Za czasów amerykańskiej okupacji Haiti do Cazale przyjeżdżał amerykański podoficer polskiego pochodzenia Faustyn Wirkus, który dowiedział się tam o historii lokalnych mieszkańców noszących polsko brzmiące nazwiska, a także posługujących się polskimi wulgaryzmami. Próbował poślubić miejscową Mulatkę Marię, lecz ostatecznie do niczego nie doszło.
W okresie dyktatury François Duvaliera mieszkańcy Cazale byli stale narażeni na ataki ze strony reżimu z powodu propagowanej wtedy rewanżystowsko-rasistowskiej ideologii nuaryzmu, będącej odmianą czarnego nacjonalizmu. Głosiła ona, że każdy kto ma jaśniejszy odcień skóry jest potencjalnym wrogiem państwa i narodu. Zagrożenie dla mieszkańców wynikało także z faktu, że wieś była prężnym ośrodkiem opozycyjnym, ukrywającym działaczy z całego kraju (m.in. Jeana Jacques’a Dessalines Ambroise, będącego przywódcą lewicowej partii PUCH), a miejscowe władze były zdolne do sprzeciwu wobec rozporządzeń dyktatury. Doprowadziło to do sytuacji, w której Duvalier zaczął wysuwać oskarżenia, że Cazalczycy chcą stworzyć polską komunistyczną republikę na swoim terenie.
Z tychże powodów (lub powodu, gdyż bycie jaśniejszym oraz w opozycji było ze sobą wzajemnie sprzężone) w 1965 roku doszło do pierwszej rzezi Mulatów we wsi, dokonanej przez szwadrony śmierci Papy Doca, a do następnej w 1969, kiedy mieszkańcy, pod przywództwem Jeremie Eliazer, zbuntowali się przeciwko nakładanym przez Tonton Macoute podatkom, wśród których znajdował się między innymi podatek od pobierania wody z rzeki. Do masakry doszło 27-29 marca 1969 roku, kiedy szwadrony śmierci zamordowały w okolicach wsi 11 osób, a także zniszczyły wiele zachowanych dokumentów Polonii. Kolejny atak ze strony tajnej policji odbył się 4 kwietnia 1969 roku (w Wielki Piątek), co zakończyło się spaleniem wielu domów i gwałtami. W reakcji mieszkańcy wzniecili bunt i spalili budynek prefektury policji oraz portrety Duvaliera. W odpowiedzi dyktator wysłał następnego dnia 500 żołnierzy do wsi z misją dokonania bezwzględnej pacyfikacji. Zakończyło się to dziesiątkami zabitych, spaleniem 80 domów oraz wielodniowymi gwałtami kobiet (gwałcenie lokalnych kobiet było częścią rozkazu dyktatora, który w ten sposób chciał „oczyścić” Haiti z nieafrykańskiego „elementu”). Dziś wydarzenia te upamiętnia stojący nad rzeką niewielki pomnik z napisem Społeczność Cazale nie zapomni (Kominote Kazal pa bliye).
Efekty masakr były dramatyczne dla społeczności Cazale – od lat 70. liczba jasnowłosych oraz niebieskookich mieszkańców-potomków legionistów zdecydowanie zmalała. Zniszczeniu uległo też praktycznie całe materialne dziedzictwo Cazalczyków – wśród nich bezcenne drewniane domy zbudowane w sposób podobny do polskich.
W styczniu 2010 roku Cazale padło ofiarą trzęsienia ziemi oraz epidemii cholery.

## Zabudowa
Miejscowość składa się z domów zbudowanych z plecionej słomy, obłożonych błotem i liśćmi bananowca, nazywanymi cailles-pailles. Kilka najstarszych domostw jest murowanych, a nawet zdobionych w sposób podobny do wzoru tyrolskiego. Do 1996 istniał murowany, prosty kościół katolicki, który uległ zawaleniu tuż przed mszą (bez ofiar, od tego czasu rolę kościoła pełnił przystosowany barak). Na wyposażeniu zachował się obraz Matki Boskiej, zbliżony do wizerunku częstochowskiego. Nowy kościół katolicki pw. św. Michała Archanioła (Église Saint Michel Archange) funkcjonuje od 2003 roku.
W latach 70. polski badacz i historyk, Tadeusz Łepkowski, odwiedzając Cazale dostrzegł w architekturze ówczesnych domostw polskie wpływy kulturowe – niektóre domy zbudowane były na podobieństwo dworków małopolskich z gankiem – były drewniane i z werandą karaibską, ale zadaszenie było typowo dworkowe. Zauważył również, że ogródki domostw znajdowały się z frontu, co normalnie nie jest spotykane na Haiti, a pojawia się tylko tam, gdzie mieszkać mieli polscy osadnicy. Jeszcze do 2016 roku można było je napotkać, lecz potem huragan Matthew doprowadził do ich zniknięcia z krajobrazu.
Zanim tajna policja Duvaliera dokonała nieodwracalnych zniszczeń w Cazale można było obejrzeć także charakterystyczne drewniane domy z gankami o pochodzeniu kresowym, niespotykane na tych obszarach Haiti, które nie posiadały polskich osadników. Przypominać miały szlacheckie dworki.

## Infrastruktura
Osada nie posiada właściwie żadnej większej drogi dojazdowej, co wpływa na jej znaczącą izolację od reszty kraju. Do niedawna we wsi nie było elektryczności, telefonu, szkół, bieżącej wody, przychodni, sklepów ani pojazdów mechanicznych. Również cmentarz przestał być używany (polskie nazwiska) – w zamian zmarłych zaczęto grzebać przy chałupach.
Od 2016 roku w Cazale działa zespół szkolno-przedszkolny Ecole Mixte Réparateur Des Brèches, funkcjonujący dzięki wsparciu organizacji charytatywnej Lazarus Commission oraz dobrowolnych darczyńców. Szkoła zatrudnia 18 Haitańczyków i kształci ok. 207 uczniów na różnych poziomach nauczania. Poza standardowym programem uczniowie mogą również brać udział w cotygodniowych lekcjach języka polskiego, a także zdobywać wiedzę z zakresu polskiej kultury. Umożliwia im to współpraca z Ośrodkiem Rozwoju Polskiej Edukacji za Granicą oraz organizacją charytatywną Elżbiety i Krzysztofa Szybińskich. W 2023 roku Konsulat Honorowy RP na Haiti ufundował szkole instalację fotowoltaiczną, zapewniającą stałe źródło prądu. W tym samym roku, z inicjatywy podróżnika i youtubera Mateusza Jakubowskiego, zorganizowana została zbiórka publiczna na rzecz zbudowania nowych sal lekcyjnych dla szkoły. Udało się na ten cel zebrać ponad 86 tysięcy złotych.
Oprócz Ecole Mixte Réparateur Des Brèches we wsi działają także szkoły parafialne.
W Cazale funkcjonuje prosta sieć wodociągowa ciśnieniowo-grawitacyjna, zapewniająca mieszkańcom dostęp do wody pitnej. Z myślą o zapotrzebowaniu rolnictwa w wodę funkcjonuje system irygacyjny.
Opieką zdrowotną mieszkańców wioski oraz okolic zajmuje się przychodnia „Łaski Dobrego Samarytanina” (Centre Sante de la Grace du Bon Samaritain), założona, prowadzona i finansowana przez organizację non-profit Real Hope For Haiti.

## Ludność
Mieszkańcy są bardzo ubodzy. W wyniku zawirowań historycznych nie zachowały się żadne stare dokumenty, zdjęcia, czy pamiątki dotyczące historii polskiej społeczności. Polacy z Cazale zatracili także umiejętność mówienia po polsku na rzecz kreolskiego haitańskiego, jednakże wraz z rozwojem szkolnictwa we wsi przywrócono naukę języka polskiego dla dzieci.
Cazalczycy są biali lub, po zmieszaniu z tubylcami, Mulatami. Mówią o sobie Polacy, choć ma to dla nich znaczenie raczej abstrakcyjne. Zachowali szczątkowe obyczaje (taniec polka, warkocze zaplatane na sposób słowiański) i kilka powiedzeń. Najczęściej spotykane nazwisko to Belno (od Belnowski – nazwiska skracano i upraszczano).

## Cazale w literaturze
W sierpniu 1996 wieś odwiedził włoski reporter Riccardo Orizio. Rozdział o Lepologne znalazł się w jego książce Zaginione białe plemiona, wydanej w 2000, gdzie szczegółowo opisał losy Polaków na Karaibach.

## Pomniejsze informacje
- Z Cazale pochodzi Géri Benoît, żona byłego prezydenta Haiti René Prévala[1].
- W 1980 jeden z mieszkańców, kapłan voodoo Amon Frémon, odbył zasponsorowaną podróż do Polski na zaproszenie Jerzego Grotowskiego, który w haitańskich rytuałach szukał artystycznej inspiracji[20].
- W trakcie swojej wizyty apostolskiej na Haiti Jan Paweł II został przywitany przez specjalnie wybranych 50 mieszkańców Cazale o najjaśniejszym odcieniu skóry, trzymających flagi biało-czerwone[20].